# カリャワヤ

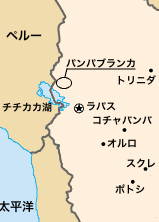
パンパブランカの位置

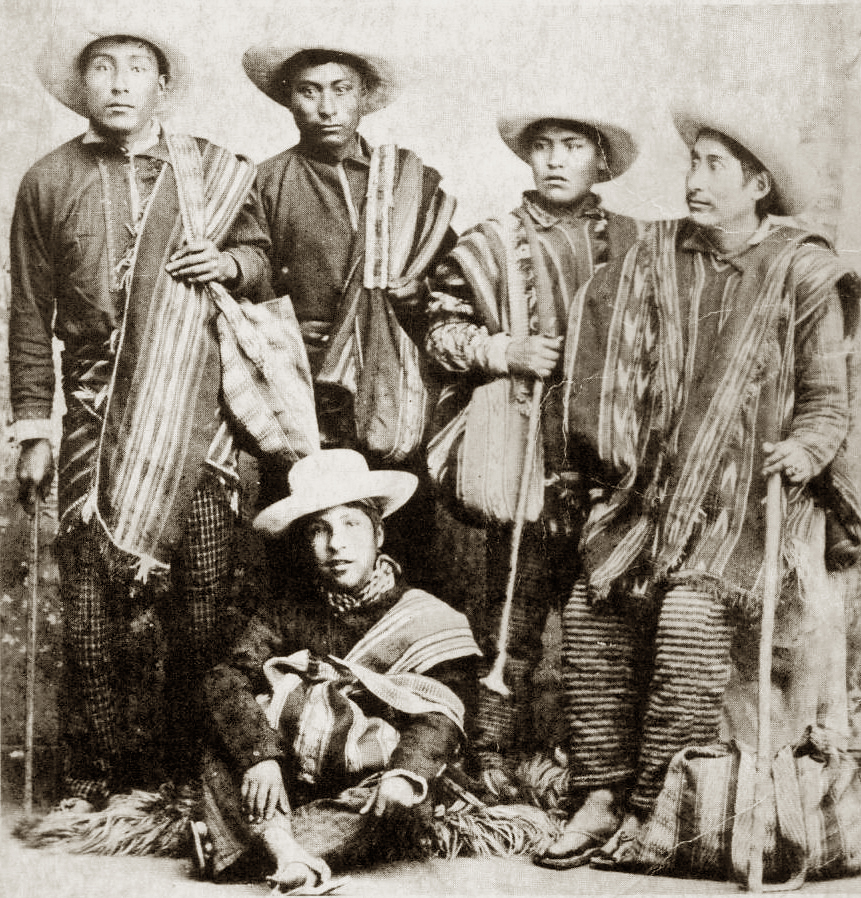

カリャワヤ（kallawaya、カヤワヤとも）は、南米アンデス地方の山間部に暮らす、呪術師である。ボリビアのラパス県のチャラサニ郡パンパブランカがその中心地として有名である。ここはチチカカ湖の北東側にあたり、インディヘナの習俗を強く残している地域である。ここは、ケチュア族が多くすむ地域である。
カリャワヤは呪術師にして医師であり哲学者でもある。独特の世界観を持ち、人間の心と体、大地、動植物の関係について知見を持つとされる。カリャワヤは全ての自然物（山や木や湖や動物たちなど）を、人間と同じように家族や住む家を持ち名前を持った生命体であると考える。このため、人間が健康であるためには、山や木にも「食事を与える」必要があるとする。
カリャワヤの世界観では、生態系を3つの階層に分けて考える。一つは高地（アルティプラーノ）で、リャマを代表とする。二つ目は高山山間部（バジェ）で、高山植物を代表とする。三つ目は低地（温暖な地域：リャノ）で、綿花や花々を代表とする。
怪我や病気（しばしば精神的な病気も含む）の治療がカリャワヤの最も大切な役割である。この治療のとき、彼らはいくつかの植物を薬草として用いる。
コカはその中でも最も重要な薬草である。コカの葉を噛ませて胃や頭の痛みを抑えたり、空腹時の不快感を和らげたりし、また栄養源としても役立てている。さらに、コカの葉を地面に撒いてその落ち方によって吉凶を占うということもしばしば行なわれる。
コカ以外にも、綿花やマテやパセリなど様々な薬草を使っている。
2003年、カリャワヤの世界観はユネスコの無形文化遺産に登録された。